# Gymnelia hyaloxantha
Gymnelia hyaloxantha là một loài bướm đêm thuộc phân họ Arctiinae, họ Erebidae.